# Omelette au houblon sauvage
L’omelette au houblon sauvage (en italien : frittata di luppolo selvatico, en piémontais : frità ëd luvertin, en lombard : fartada cui luartis) est une omelette à base de pousses de houblon sauvage (humulus lupulus). 

## Pousse de houblon sauvage
Les pousses de houblon sauvage sont récoltées en coupant l'extrémité de couleur verte, mais encore tendre, des nouvelles tiges. On les récolte dans la nature, en particulier dans les haies et le long des fossés et des cours d'eau, comme en Italie du Nord. Ces pousses ont été parfois appelées « asperges du pauvre ».

## Omelette
L’omelette au houblon sauvage est une recette populaire dans une grande partie de l'Italie du Nord.